# Histon FC
Histon Football Club is een Engelse voetbalclub uit Impington.
De club werd opgericht als Histon Institute FC en speelde vele jaren in de Cambridgeshire Football League. In 1960 heette de club intussen Histon FC en schakelde over naar de Delphian League. Drie jaar later hield deze op te bestaan en sloot de club zich aan bij de Athenian League. In 1966 schakelde Histon opnieuw over, dit keer naar de Eastern Counties League waar bijna 25 jaar gespeeld werd. Nadat deze competitie in 1988 omschakelde naar een systeem met twee divisies werd Histon in de Premier Division geplaatst. De club degradeerde in 1995 en keerde na twee seizoenen terug. Na de titel in 2000 promoveerde de club naar de Southern League.
In 2003/04 promoveerde de club naar de Premier Division van de Southern League en kon ook daar de titel winnen zodat Histon promoveerde naar de Conference South, het hoogste niveau waarop de club ooit speelde. In het eerste seizoen werd de club vijfde en plaatste zich voor de play-offs, daarin verloor de club van St. Albans City. In 2006/07 werd de club kampioen. Na vier seizoenen degradeerde de club terug en in 2014 degradeerde Histon verder naar de Southern League. 